# Guioa truncata
Guioa truncata là một loài thực vật thuộc họ Sapindaceae. Đây là loài đặc hữu của Philippines.